# Q7 modul
Q7, är en standard som används för små datormoduler i ett så kallat bärarkortssystem. Den stora skillnaden mellan Q7 och andra, äldre, standarder som compact-PCI, COM-express och liknande är storleken och frånvaron av dyra kort till kort kontakter. Dessa egenskaper ger Q7 baserade system den teoretiska fördelen av att kunna bygga prisvärda och kompakta bärarkortssystem. Q7 finns idag med både X86 processorer och då olika varianter av Intel Atom och med ARM.
Storleken på modulen är 70 mm x 70 mm.
Bland företag som tillverkar system och moduler baserat på Q7 standarden kan nämnas Svenska Hectronic, Portwell, Data Modul AG och många fler.